# GS1
GS1 és una organització internacional sense ànim de lucre que desenvolupa i manté els seus propis estàndards de codis de barres i els corresponents prefixos d'empresa emissora. El més conegut d'aquests estàndards és el codi de barres, un símbol imprès en productes que es poden escanejar electrònicament.
GS1 compta amb 116 organitzacions membres locals i més de 2 milions d'empreses usuaris. L'oficina principal es troba a Brussel·les.

## Història
El 1969, la indústria minorista dels EUA buscava una manera d'accelerar el procés de sortida cap a les botigues. A principis de la dècada de 1970, la “National Association of Food Chains” va establir el Comitè Ad Hoc per a un Codi Uniforme d'Identificació de Productes d'Alimentació per trobar una solució.
El 1973, el Codi Universal de Producte (UPC) va ser seleccionat per aquest grup com el primer estàndard únic per a la identificació única del producte. El 1974, es va fundar l'“Uniform Code Council” (UCC, al 2005 va passar a nomenar-se GS1) per administrar l'estàndard. El 26 de juny de 1974, un paquet de xiclet de Wrigley es va convertir en el primer producte amb un codi de barres que es va escanejar en una botiga.
L'any 1976, el codi original de 12 dígits es va ampliar a 13, la qual cosa va permetre que el sistema d'identificació s'utilitzés fora dels EUA. El 1977, es va establir a Brussel·les l' Associació Europea de Numeració d'Articles (EAN), amb membres fundadors de 12 països.
El 1990, EAN i UCC van signar un acord de cooperació global i van ampliar la seva presència a 45 països. El 1999, EAN i UCC van llançar el Centre d'identificació automàtica Arxivat 2021-02-19 a Wayback Machine. per desenvolupar el Codi de Producte Electrònic (EPC), que permetia utilitzar els estàndards GS1 per a RFID.
El 2004, EAN i UCC van llançar la “Global Data Synchronization Network” (GDSN), una iniciativa global basada en Internet que permet als socis comercials intercanviar de manera eficient les dades mestres dels productes.
L'any 2005, l'organització estava present a més de 90 països i va començar a utilitzar el nom GS1 a tot el món. Tot i que "GS1" no és un acrònim, es refereix a l'organització que ofereix un sistema global d'estàndards.
L'agost de 2018, es va ratificar l'estàndard d'estructura web URI GS1, que permetia afegir identificadors únics als productes emmagatzemant un URI (una adreça semblant a una pàgina web) com a codi QR.

## Codis de barres

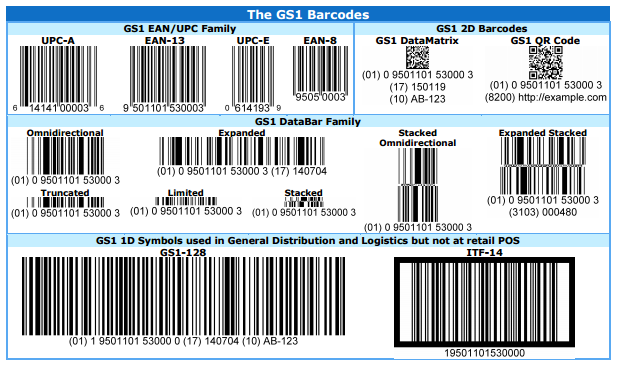
Els codis de barres GS1

Els codis de barres definits pels estàndards GS1 són molt comuns. GS1 va introduir el codi de barres el 1974. Un codi de barres codifica un número d'identificació del producte que es pot escanejar electrònicament, facilitant el seguiment, el processament i l'emmagatzematge dels productes.
Els codis de barres milloren l'eficiència, la seguretat, la velocitat i la visibilitat de les cadenes de subministrament als canals físics i digitals. Tenen un paper crucial en la indústria minorista, inclosos els mercats en línia actuals, van més enllà d'una compra més ràpida per millorar la gestió d'inventari i lliurament i l'oportunitat de vendre en línia a escala global. Només al Regne Unit, la introducció del codi de barres a la indústria minorista ha suposat un estalvi d'uns 12 mil milions d'euros anuals.
Alguns dels codis de barres que GS1 desenvolupa i gestiona són: EAN / UPC (utilitzat principalment en béns de consum), GS1 Data Matrix (utilitzat principalment en productes sanitaris), GS1-128, GS1 DataBar i el Codi GS1 QR. En particular, els codis de barres GS1 poden contenir més d'un únic identificador numèric ja que GS1 ha definit una codificació semàntica modular i combinable de dades definides arbitràriament dins dels codis de barres GS1 mitjançant la publicació de més de 150 "Identificadors d'Aplicació" (AI). Aquests AI permeten codificar detalls com ara el GTIN - AI:(01), el "País d'origen" - AI:(422) i la "Data de caducitat" - AI:(17), entre moltes altres possibilitats, incloses les URL- AI: (8200).

## Normes
L'estàndard GS1 més influent és el GTIN. Identifica productes únics arreu del món i constitueix la base del sistema GS1.
Els principals estàndards GS1 són els següents:
| - Application Level Events (ALE) - Core Business Vocabulary (CBV) - EAN/UPC barcodes - EPC/RFID tags - EPCIS - GEPIR - Global Data Model - Global Data Synchronization Network (GDSN) - Global Document Type Identifier (GDTI) - Global Individual Asset Identifier (GIAI) - Global Identification Number for Consignment (GINC) - Global Location Number (GLN) - Global Product Classification (GPC) | - Global Returnable Asset Identifier (GRAI) - Global Service Relationship Number (GSRN) - Global Shipment Identification Number (GSIN) - Global Trade Item Number (GTIN) - GS1-128 - GS1 DataBar - GS1 DataMatrix - GS1 Digital Link - GS1 EDI - ITF-14 - Low-Level Reader Protocol (LLRP) - Object Name Service (ONS) - Serial Shipping Container Code (SSCC)}} |

Molts estàndards GS1 també són estàndards ISO, inclosos el GTIN, GLN i SSCC.
GS1 també actua com a secretariat del comitè tècnic de tècniques d'identificació automàtica i captura de dades de l'ISO (ISO/IEC JTC 1/SC 31).
Els estàndards GS1 es desenvolupen i es mantenen a través del “GS1 Global Standards Management Process” (GSMP), un fòrum comunitari que reuneix representants de diferents indústries i empreses.

## Indústries

### Venda al detall i mercats
El comerç minorista va ser la primera indústria amb la qual GS1 va començar a treballar i ha continuat sent el seu focus principal. Avui dia, GS1 opera en quatre subsectors minoristes a nivell mundial: Roba, Aliments frescos, CPG i Mercaderia general.
Les àrees principals d'atenció al detall inclouen la sostenibilitat, la qualitat de les dades, el compliment dels requisits reglamentaris, la traçabilitat dels productes des de l'origen fins al lliurament i la integració escalada entre fabricants i proveïdors.
Com que els consumidors recorren amb més freqüència al comerç electrònic al llarg dels anys, GS1 ha desenvolupat estàndards que identifiquen de manera única els productes en benefici dels consumidors i per als motors de cerca, proporcionant informació del producte precisa i completa de manera digital.
Les principals empreses de comerç electrònic com eBay, Amazon i Google Shopping requereixen que les empreses utilitzin un GTIN GS1 per vendre als seus llocs web.

### Atenció sanitària
Des de 2005 s'ha introduït GS1 a l'assistència sanitària amb l'objectiu principal de millorar la seguretat dels pacients i impulsar l'eficiència de la cadena de subministrament.
Més de 70 països tenen regulacions relacionades amb l'assistència sanitària o requisits de socis comercials on s'utilitzen els estàndards GS1 per les raons anteriors, així com per a medicaments i dispositius mèdics. Els membres de “GS1 Healthcare” inclouen més de 140 organitzacions sanitàries líders a tot el món.

### Altres indústries
GS1 opera en altres tres indústries clau a nivell mundial: transport i logística, serveis d'alimentació i indústries tècniques. Les 116 organitzacions membres de GS1 en més de 116 països d'arreu del món se centren col·lectivament en desenes de sectors industrials.